# 雷齐·拉斯洛
雷齐·拉斯洛（匈牙利語：Réczi László，1947年7月14日—），匈牙利男子摔跤运动员。他曾代表匈牙利参加1972年和1976年夏季奥林匹克运动会摔跤比赛，其中1976年奥运会获得一枚铜牌。